# 吉姆·格拉布
吉姆·格拉布（英語：Jim Grabb，1964年4月14日—），美国前男子网球运动员，生于亚利桑那州图森，1986年成为职业球手，现居纽约州萨加波纳克。他曾获得法国网球公开赛男子双打冠军、美国网球公开赛男子双打冠军。他于1997年退役。